# امیرحسین کیهانی
امیرحسین کیهانی  (زاده ‎۲۰ اسفند ۱۳۷۴) بازیکن واترپلو اهل ایران است. از افتخارات وی میتوان به کسب مدال برنز در بازی‌های آسیایی ۲۰۱۸ اشاره کرد.